# Томаш Алонсо Арсе
Томаш Алонсо Арсе (ісп. Tomás Alonso Arce) — іспанський, андалузький підприємець, президент спортивного товариства «Міранділла КД», який став наступником клубу «Кадіс КФ» із міста Кадіс. Був учасником довготривалого об'єднання спортивного клубу коледжу «Міранділла КД» із доісторичним клубом «Кадіс ФК», а члени правління обрали його керманичем з поміж себе і він став, 7 за ліком, президентом головного футбольного клубу побережжя Кадіської затоки.

## Життєпис
Томаш Алонсо Арсе був із числа вихованців відомого на всю Андалусію колегіуму «Colegio San Miguel Arcángel», і активним учасником всіх спортивних заходів в ньому. А вже коли він закінчив навчання став одним із когорти Асоціації випускників «Asociación de Antiguos Alumnos» і співзасновником Спортивного клубу при коледжі «Мірандіфлла КД». Зроками, набравшись досвіду він увійшов в члени правління, потім його запросили в акціонери-партнери, а пізніше, ще й обрали президентом клубу, в 1933 році.
Головний набуток Томаша Алонсо Арсе, стало просування «Міранділльї КД» в напрямку повної професіональності футболістів (із повноцінними зарплатами та тренувальним циклом) і участь їх в професійних футбольних турнірах. 2 роки поспіль він опікувався футбольною командою, йому вдалося налагодити цілу футбольну піраміду, адже одним складом вони виступали в регіональній лізі, іншим товариських іграх та міських турнірах, а ще утримував дитячі команди.
Та найголовнішим здобутком в кар'єрі Томаша Алонсо стала добудова власного футбольного стадіону клубу, спільно з муніципалітетом, який теж став акціонером тієї споруди. Тому поміж звичної в народі назви «Стадіон Міранділла» (Stadium Mirandilla) він носив гучне наймення «Муніципальний Стадіон де Депортес Міранділла». Переповнені трибуни вітали своїх уюбленців, які подарували їм перемогу на честь відкриття стадіону. Незважаючи на позитив, відносно стадіону, команда не була такою популярною іще: і назва їхня, і нестабільна гра не задовільняли всіх місцян. Тому Томаш, разом з правлінням клубу рішився на жорсткий крок — повний перехід на професійні рейки. І на додачу до того, ще й запросив відомого тренера з Севільї — Хуана Армет де Кастеллві «Кінке» (Juan Armet de Castellví `Kinké´).
Радикальні адміністративні реформи не мали підтримки серед братів по колегіуму, на відміну від місцян, тому Томашу Алонсо Арсе довелося полишити пост президента клубу та податися до власної бізнес-практики (але він ще перебував у правлінні й підтримував ініціативи з набуттям професійності клубу).